# Macrostemum transversum
Macrostemum transversum là một loài Trichoptera trong họ Hydropsychidae. Chúng phân bố ở miền Tân bắc.